# Асселен, Эмиль
Эми́ль Асселе́н (фр. Émile Asselin; род. 15 ноября 1996, Сент-Агат-де-Мон) — канадский кёрлингист.
В составе смешанной сборной Канады бронзовый призёр чемпионата мира (2023). Чемпион Канады среди смешанных команд.
В «классическом» кёрлинге (команда из четырёх человек одного пола) в основном играет на позиции второго.

## Достижения
- Чемпионат мира по кёрлингу среди смешанных команд: бронза (2023).
- Чемпионат Канады по кёрлингу среди смешанных команд: золото (2022), бронза (2019).

## Команды
| Сезон                                          | Четвёртый      | Третий          | Второй         | Первый                  | Запасной                              | Турниры            |
| ---------------------------------------------- | -------------- | --------------- | -------------- | ----------------------- | ------------------------------------- | ------------------ |
| 2014—15                                        | Феликс Асселен | Alex Cormier    | Lewis South    | Эмиль Асселен           | тренер: Benoit Forget                 | ЧКЮ 2015 (4 место) |
| 2015—16                                        | Феликс Асселен | Nick Den Hartog | Maxence Martel | Эмиль Асселен           | тренер: Benoit Forget                 | ЧКЮ 2016 (4 место) |
| 2017—18                                        | Alek Bédard    | Louis Quévillon | Эмиль Асселен  | Bradley Lequin          | тренер: Daniel Bedard                 | ЧКЮ 2018 (7 место) |
| 2017—18                                        | Mike Fournier  | Феликс Асселен  | William Dion   | Jean-François Trépanier | Эмиль Асселен тренер: Мишель Сент-Онж | ЧК 2018 (10 место) |
| 2019—20                                        | Alek Bédard    | Louis Quevillon | Эмиль Асселен  | Bradley Lequin          | Daniel Bédard                         | ЧК 2020 (14 место) |
| 2022—23                                        | Феликс Асселен | Martin Crête    | Эмиль Асселен  | Jean-François Trépanier | Пьер Шаретт                           | ЧК 2023 (7 место)  |
| Кёрлинг среди смешанных команд (mixed curling) |                |                 |                |                         |                                       |                    |
| 2018—19                                        | Феликс Асселен | Лори Сен-Жорж   | Эмиль Асселен  | Эмили Райли             |                                       | ЧКСК 2019          |
| 2022—23                                        | Феликс Асселен | Лори Сен-Жорж   | Эмиль Асселен  | Эмили Райли             | тренер: Michel St-Georges             | ЧКСК 2022          |
| 2023—24                                        | Феликс Асселен | Лори Сен-Жорж   | Эмиль Асселен  | Эмили Райли             | тренер: Michel St-Georges             | ЧМСК 2023          |

(скипы выделены полужирным шрифтом)

## Частная жизнь
Из семьи кёрлингистов: его брат Феликс Асселен играет с Эмилем в мужской и смешанной командах; его отец Бенуа Форже (фр. Benoit Forget) играл в кёрлинг на уровне чемпионатов провинции Квебек, а затем стал тренером команды Феликса.